# Savin Bratu
Savin Bratu (n. Raul Baraș, 15 mai 1925, Roman – d. 4 martie 1977, București) a fost un editor, critic și istoric literar român de origine evreiască.
Absolvent al Facultății de Litere a Universității din București (1950), Savin Bratu a fost, cel puțin la începutul carierei sale literare, unul din reprezentanții curentului proletcultist. În ultimul deceniu de viață, în condițiile relativei liberalizări a controlului ideologic oficial, Savin Bratu a abandonat viziunea dogmatică din perioada anterioară și s-a ocupat, cu competență și relevanță, de probleme de teorie literară (a contribuit, între altele, la difuzarea, prin comentare avizată, a contribuțiilor unor importanți reprezentanți ai lingvisticii structurale, ai teoriei literare și ai criticii moderne: Ferdinand de Saussure, Louis Hjelmslev, membrii Școlii formaliste ruse, ai Cercului de la Praga, reprezentanții Noii critici ș.a.).
A murit în cutremurul din 4 martie 1977, prin prăbușirea blocului (Casata) în care locuia.
A avut o fiică, Anca(1952 - 2011)

## Scrieri
- Eroul timpurilor noastre în proza din ultimii ani, București, 1955
- Moștenirea lui Ibrăileanu, București, 1955
- Cronici, I-II, București, 1957-1958
- Ibrăileanu, omul, București, 1959
- Contemporanul și vremea sa, (co-autor), București, 1959
- Mihail Sadoveanu. O biografie a operei, București, 1963
- Ion Creangă, București, 1969
- Ipoteze și ipostaze, București, 1973
- Fundamentele criticii literare, vol. I: De la Sainte-Beuve la noua critică, București, 1974